# Lopary
Lopary is een plaats en commune in het zuiden van Madagaskar, behorend tot het district Vangaindrano, dat gelegen is in de regio Atsimo-Atsinanana. Tijdens een volkstelling in 2001 telde de plaats 24.393 inwoners.
De plaats biedt naast lager onderwijs ook middelbaar onderwijs aan. 96% van de bevolking werkt als landbouwer en 2% verdient zijn brood als visser. De belangrijkste landbouwproducten zijn maniok en rijst; ander belangrijk product is koffie. Verder is 2% actief in de dienstensector.